# Ambia argentifascialis
Ambia argentifascialis is een vlinder uit de familie grasmotten (Crambidae). De wetenschappelijke naam van deze soort is voor het eerst gepubliceerd in 1956 door Hubert Marion.
De soort komt voor in Madagaskar.